# Алексеенко, Людмила Александровна
Людмила Александровна Алексеенко — советский хозяйственный и государственный деятель, лауреат Государственной премии СССР за выдающиеся достижения в труде.

## Биография
Родилась в 1941 году. Член КПСС.
В 1957—1991 годах — швея-мотористка, бригадир швейного цеха Московского швейного производственного объединения «Москва» Министерства текстильной промышленности РСФСР.
За большой личный вклад в увеличение выпуска и улучшение качества товаров народного потребления была в составе коллектива удостоена Государственной премии СССР за выдающиеся достижения в труде 1983 года.
Депутат Верховного Совета РСФСР 11-го созыва. Делегат XXVI съезда КПСС.
Жила в Москве.

## Награды
- Орден Знак Почёта
- Орден Трудовой Славы III степени